# An Kapou Kapote
An Kapou Kapote (griego: Αν Κάπου Κάποτε; en español: Si en algún lugar, algún día) es el cuarto álbum del cantante griego Kostas Martakis, lanzado en Grecia y Chipre el 20 de diciembre de 2013 por Platinum Records. El álbum cuenta con Doce canciones en total, incluyendo dos canciones en inglés, dos duetos, y un remix.

## Grabación y producción
La grabación se llevó a cabo desde finales de 2012 y transcurso de 2013 por las diferentes actividades y programas en los que participó Kostas, este el segundo álbum donde el cantante participa como productor ejecutivo, Leonídas Tzítzos produjo tres pistas, Mários Psimόpoulous produjo una pista y otra junto Alex Leon. Níck Voutoúras (Dimension-X), OGE produjeron Paradise y su versión en griego, Claydee produjo la versión griega de Mamacita Buena, SOUMAX produjo Ta Kalokairina Ta S'agapo y su remix por Mark F. Angelo. Alex Leon produjo dos pistas.

## Lanzamiento
El lanzamiento de An Kápou Kápote fue el 23 de diciembre de 2013, es el primer álbum bajo el sello de Platinum Records después de que Kostas saliera de forma amistosa de Universal Music Grecia a finales de 2012.

## Promoción
Durante el periodo de finales de 2012 hasta el 10 de diciembre de 2013 se fueron lanzando canciones como sencillos que compondrían el disco comenzando por Mou Pires Kati hasta An Kapou Kapote, en este periodo Kostas se presentó en diferentes clubes y en centros comerciales promocionando algunos de los sencillos según como fueron saliendo; también en eventos como el North Stage Festival en Thessalonika y el Positive Energy Day por Amita Motion. Desde octubre de 2013 se presenta en el Kentron Athinon junto a Natasa Theodoridou y Stelios Rokkos promocionado su disco. también estuvo en diferentes estaciones de radio y programas de televisión dando entrevistas y hablando de su nuevo trabajo musical.

## Sencillos
- "Mou Pires Kati"

El primer sencillo del álbum, "Mou Pires Kati" es una balada. Se publicó el 24 de diciembre de 2012 en iTunes aunque ya se había dado a conocer desde el 1 de octubre en el programa Eleni. Su vídeo fue revelado el 18 de diciembre de 2012.
- "Tatouaz"

El segundo sencillo del álbum "Tatouaz" es un tema con sonidos étnicos y diferentes. Kostas se presentó en Bailando con las estrellas después se publicó el 22 de febrero de 2013. Su vídeo fue revelado el 9 de abril de 2013.
- "Ta Kalokairina Ta S'agapo"

El tercer sencillo del álbum "Ta Kalokairina Ta S'agapo" es un tema veraniego que se convirtió en uno de los hit del verano de 2013, se estrenó el 20 de mayo en la estación de radio Lampsi 92,3 en Grecia y Cosmoradio 95,1 en Chipre. Se publicó el 1 de junio en iTunes. su vídeo se reveló el 20 de junio de 2013.
- "Paradise"

El cuarto sencillo del álbum "Paradise" es un tema junto a Dj.Kas, se presentó en Proino Mou el 17 de junio de 2013, Se publicó el 24 de junio. Su vídeo fue revelado el 11 de julio de 2013.
- "Mathimatika"

El quinto sencillo del álbum "Mathimatika" es un tema con cierto tono laiko, se presentó en YouTube el 18 de septiembre, Se publicó el 24 de septiembre en iTunes. su video se reveló el 15 de octubre.
- "An Kapou Kapote"

El sexto sencillo del álbum "An Kapou Kapote" es un tema tipo balada donde se refleja la madurez artística de Kostas Martakis, cuenta con la colaboración de Natasa Theodoridou como segunda voz; se presentó el 9 de diciembre, Se publicó el 10 de diciembre en iTunes. Su vídeo se presentó el 8 de enero de 2014.

## Lista de canciones
| N.º   | Título                                                                                             | Letras                       | Música               | Productor(es)                     | Duración |  |
| 1.    | «An Kápou Kápote» (Αν Κάπου Κάποτε; Si en algún lugar, algún día)                                  | Éleni Giannatsoúlia          | Mários Psimόpoulous  | Mários Psimόpoulous               | 3:47     |  |
| 2.    | «Ta Kalokairiná Ta S'agapό» (Τα Καλοκαιρινά Τα Σ Αγαπώ; El Verano El te Amo)                       | Vícky Gerothόdorou           | Stélios Rόkkos,      | SOUMAX                            | 3:37     |  |
| 3.    | «Mathimatiká» (Μαθηματικά; Matemáticas)                                                            | Vícky Gerothόdorou           | Giόrgos Papadόpoulos | Leonídas Tzítzos                  | 3:34     |  |
| 4.    | «Mou Píres Kάti» (Μου Πήρες Κάτι; Tomaste algo de mí)                                              | Éleni Giannatsoúlia          | Mários Psimόpoulous  | Mários Psimόpoulous, Alex Leon    | 3:51     |  |
| 5.    | «Móno Káti Apovgemata» (Μόνο Κάτι Απογευματά; solo algunas tardes)                                 | Ákis Pétrou                  | Giόrgos Papadόpoulos | Leonídas Tzítzos                  | 3:39     |  |
| 6.    | «Xorís Agapi» (Χωρίς Αγαπη ; Sin amor)                                                             | Ifigénia [NAMA]              | Giόgos Papadόpoulos  | Leonídas Tzítzos                  | 3:35     |  |
| 7.    | «Sta Óneira Sou» (ft. Dj. Kas)(Στα Όνειρα Σου ; En tus Sueños)                                     | DJ Kas, Pános Nikolakopoulos | OGE, Níck Voutoúras  | Níck Voutoúras (Dimension-X), OGE | 3:28     |  |
| 8.    | «Tatouáz [Ethnic Mix]» (Τατουάζ ; Tatuaje)                                                         | Vícky Gerothόdorou           | Alex Leon            | Alex leon                         | 3:39     |  |
| 9.    | «Mamcita Buena» (ft. Kostas Martakis)                                                              |                              | Claydee              | Claydee                           | 3:47     |  |
| 10.   | «Paradise» (ft. Dj. Kas)(Paraíso)                                                                  | DJ Kas, Pános Nikolakopoulos | OGE, Níck Voutoúras  | Níck Voutoúras (Dimension-X), OGE |          |  |
| 11.   | «Right Move!» (Movimiento correcto)                                                                | Vícky Gerothόdorou           |                      | Alex Leon                         | 3:19     |  |
| 12.   | «Ta Kalokairiná Ta S'agapό [Mark F.Angelo Remix]» (Τα Καλοκαιρινά Τα Σ Αγαπώ; El Verano El te Amo) | Vícky Gerothόdorou           | Stélios Rόkkos,      | SOUMAX                            | 3:37     |  |
| 43:04 | |                              |                      |                                   |          |  |